# Cis friebi
Cis friebi is een keversoort uit de familie houtzwamkevers (Ciidae). De wetenschappelijke naam van de soort werd in 1933 gepubliceerd door Jan Roubal.